# USS Truxtun (DD-229)
Za druga plovila z istim imenom glejte USS Truxtun.
USS Truxtun (DD-229) je bil rušilec razreda Clemson v sestavi Vojne mornarice Združenih držav Amerike.
Rušilec je bil poimenovan po komodorju Thomasu Truxtunu.